# グッジョブ! (アルバム)
『グッジョブ!』は、RIP SLYMEのベストアルバム。2005年8月31日にワーナーミュージック・ジャパンから発売された。

## 概要
デビュー5周年を記念して発売されたベストアルバム。既存の曲13曲と、新曲2曲（初回盤のみ3曲）がインディーズシングルの「マタ逢ウ日マデ」を除き、年代順に収録されている。ベストアルバム自体は2003年に『YAPPARIP』が発売されているが、前作はインディーズ時代の曲のみの収録だったため、メジャーデビュー後の曲を収録したのは今作が初である。
メンバーが『天才バカボン』風にアレンジされたジャケットのイラストは、赤塚不二夫のスタジオであるフジオプロダクションが担当した。フジオプロダクションがRIP SLYMEのジャケットを手がけるのは、1枚目のアルバム『FIVE』以来4枚目である。
オリコンアルバムチャートでは『TIME TO GO』以来、3作目の1位を獲得。現在、RIP SLYMEがオリコンチャートで1位を獲得したのは、本作が最後である。
同年12月7日には、3万枚限定で『グッジョブ!CHRISTMAS EDITION』が発売された。収録曲に一部の変更があり、ジャケットのイラストもクリスマス仕様になっている。
初回盤のみボーナストラック「STEPPER'S DELIGHT (TRICKY REMIX) 」が収録。アートワークは、透明スリーブケースに、差し替え型メンバーイラストカード5枚封入、ブックレット型ステッカー、groovisions特製の未公開映像が15分収録された“GOOD JOB!”DVD付スペシャル4面デジパック仕様。

## 収録曲
1. STEPPER'S DELIGHT
（作詞：RYO-Z, ILMARI, PES, SU　作曲：DJ FUMIYA）
デビューシングル。
2. 雑念エンタテインメント
（作詞：RYO-Z, ILMARI, PES, SU　作曲：DJ FUMIYA）
2ndシングル。
3. One
（作詞：RYO-Z, ILMARI, PES, SU　作曲：PES）
3rdシングル。
4. FUNKASTIC
（作詞：RYO-Z, ILMARI, PES, SU　作曲：DJ FUMIYA）
4thシングル。
5. 楽園ベイベー
（作詞：RYO-Z, ILMARI, PES, SU　作曲：DJ FUMIYA）
5thシングル。
6. Tokyo Classic
（作詞・作曲：RIP SLYME）
2ndアルバム『TOKYO CLASSIC』の3曲目。
7. BLUE BE-BOP
（作詞・作曲：RIP SLYME）
6thシングル。
8. JOINT
（作詞・作曲：RIP SLYME）
7thシングル。
9. HOTTER THAN JULY
（作詞：RYO-Z, ILMARI, PES, SU　作曲：DJ FUMIYA）
3rdアルバム『TIME TO GO』の2曲目。
10. Dandelion
（作詞：RYO-Z, ILMARI, PES, SU　作曲：DJ FUMIYA）
8thシングル。
11. GALAXY
（作詞・作曲：RIP SLYME）
9thシングル。
12. 黄昏サラウンド
（作詞：RYO-Z, ILMARI, PES, SU　作曲：PES）
10thシングル。
13. マタ逢ウ日マデ
（作詞：RYO-Z, ILMARI, PES, SU　作曲：Tomoyuki Tanaka and DJ FUMIYA）
インディーズ最後のシングル。
14. UNDER THE SUN
（作詞：RYO-Z, ILMARI, PES, SU　作曲：DJ FUMIYA）
新曲。RYO-Z曰く「夏フェス全国縦断用新曲」。
15. MORE & MORE
（作詞：RYO-Z, ILMARI, PES, SU　作曲：PES）
新曲。ナムコのコンシューマーゲームソフト「鉄拳5」のCM曲。
16. STEPPER'S DELIGHT (TRICKY REMIX)
（作詞：RYO-Z, ILMARI, PES, SU　作曲：DJ FUMIYA）
新曲。初回盤のみ収録のボーナストラックで、デビューシングルの「STEPPER'S DELIGHT」をTRICKYが編曲したもの。ナイキフットボールのCM曲。